# 林あい
林 あい（はやし　あい、1979年11月15日 - ）は、日本の女優、タレント。
B80・W54・H82。
テレビドラマ、映画に女優として出演するほか、同じ松竹芸能所属の漫才師、ワンワンニャンニャンと『たまご学級』というユニットを組み、お笑いを披露することもある。他に舞台でコント、ダンスもこなす。昭和のアイドルを自称している。
芸能人女子フットサルチーム「蹴竹G」の元メンバーでもある。

## 出演

### テレビ
- 浅見光彦シリーズ
- 天体観測（フジテレビ）
- ヨイショの男
- ふるさとZIP探偵団
- SUPER OPTION
- 科捜研の女（テレビ朝日）
- ひるたま・ごごたま（テレビ埼玉、『主婦さま』のコーナーにレギュラー出演）

### CM
- 関西電力
- J-PHONE

### 映画
- ROUND1　eiko

### 舞台
- Yes!マリア
- メイキンウーピー